# Symphony of Sweden
Symphony of Sweden ist eine 2020 gegründete schwedische Pop-Rock/-Metal-Band aus Schweden. Die Band hat drei Studioalben veröffentlicht.

## Geschichte
Die Band, die sich als „Missing Link“ zwischen Pop und Metal bezeichnet, besteht seit etwa 2020 aus Sänger Lee und Keyboarder Evan. Die beiden lebten in derselben Kleinstadt in Nordschweden. Lee hatte einen kleinen Kiosk und Tabakladen mit Wettannahmestelle, wohin sich Evan auch seine Pakete schicken ließ. Anlässlich eines als Paket erhaltenen Keyboards kamen die beiden ins Gespräch. Einige Tage später lud Evan Lee in sein Studio ein, Evan sagte: „he had found one of my instrumental tracks on Youtube and sang it with a new melody on top and lyrics for me in the studio, right there when he just arrived! I was blown away, and a week later we had our first ever track produced and completed. As soon he sang his first two words in the studio I wanted to work with him!“ 2021 veröffentlichte das Duo sein erstes Album Inner Demons. 2022 folgte Saints of Yesterday. 2024 erschien das bislang letzte Album Haunted. Zudem erschienen diverse Singles.

## Diskografie
Studioalben
- 2021: Inner Demons
- 2022: Saints of Yesterday
- 2024: Haunted